# 赤穂浪士 (1979年のテレビドラマ)
『赤穂浪士』（あこうろうし）は、1979年（昭和54年）の4月16日から12月24日まで、テレビ朝日で放送された同局開局20周年記念番組の時代劇。毎週月曜日、夜9時の枠で放送された。原作は大佛次郎の同名小説。全36話（当初の予定は37話）。

## 概要
主演の萬屋錦之介は、前年公開の映画『赤穂城断絶』、舞台でも大石内蔵助を演じたためこれが3度目の大石役となった。「NHKで放送された同名の大河ドラマ『赤穂浪士』は52話であったが、こちらは37話と内容がより凝縮されたものになるはずである」と製作陣は話していた。また忠臣蔵の決定版を製作するべくスタッフ一同は意気込みを見せていた。製作費は1話につき約3000万円。
討ち入りシーンは3日間かけて撮影された。吉良上野介役の小沢栄太郎は「この様な憎まれ役はもう演じたくない。」と話していた。

## 出演

### 浅野家・赤穂藩関係
- 大石内蔵助：萬屋錦之介
- 阿久利 (瑤泉院)：松坂慶子
- 浅野内匠頭：松平健
- りく：岸田今日子
- 大石主税：湯沢紀保
- 堀部安兵衛：伊吹吾郎
- 堀部弥兵衛：香川良介
- 磯貝十郎左衛門：中村光輝（現：中村又五郎 (3代目)）
- 井関数左衛門：青木義朗
- 大高源五：小坂一也
- 矢頭右衛門七：中村信二郎（現：中村錦之助 (2代目)）
- 原惣右衛門：小林昭二
- 間新六：峰蘭太郎
- 武林唯七：成瀬正
- 岡野金右衛門：白井滋郎
- 岡島八十右衛門：菅啓次
- 吉田忠左衛門：細川俊夫
- 小野寺十内：西村晃
- 前原伊助：森次晃嗣
- 富森助右衛門：大沢萬之价
- 潮田又之丞：原田清人
- 早水藤左衛門：唐沢民賢
- 奥田孫太夫：河合絃司
- 片岡源五右衛門：和崎俊哉
- 赤埴源蔵：藤沢徹夫
- 大石瀬左衛門：小林尚臣
- 神崎与五郎：林彰太郎
- 寺坂吉右衛門：物部勝美
- 浅野大学：佐野守
- 戸田局：大塚道子
- 小野寺たん：折原啓子
- 大野九郎兵衛：北村和夫
- 奥野将監：岩城力也
- 小山田庄左衛門：三沢慎吾
- 萱野三平：石田信之
- 高田郡兵衛：宮口二朗
- 毛利小平太：柴田侊彦
- 藤井又右衛門：川合伸旺
- 進藤源四郎：西田健
- 安井彦右衛門：山岡徹也
- 月岡治右衛門：五十嵐義弘
- 多川九左衛門：白川浩二郎
- 小山源五右衛門：川口啓史
- 石束源五兵衛：岩田直二
- 大野郡右衛門（九郎兵衛の子）：奔田陵

### 吉良家・上杉家
- 千坂兵部：山村聡
- 上杉綱憲：目黒祐樹
- 富子：文野朋子
- 松原多仲：戸浦六宏
- 小林平七：川津祐介
- 吉良上野介：小沢栄太郎

### 幕府・要人関係
- 徳川綱吉：中村嘉葎雄
- 柳沢吉保：成田三樹夫
- 阿部豊後守：永野達雄
- 土屋相模守：和田昌也
- 稲葉丹後守：国一太郎
- 仙石伯耆守：浜田寅彦
- 庄田下総守：黒川弥太郎
- 多門伝八郎：中丸忠雄
- 大久保権右衛門：山田良樹
- 荒木十左衛門：御木本伸介
- 榊原采女：玉生司朗
- 梶川与惣兵衛：有川正治
- 関久和（茶坊主）：島田秀雄
- 脇坂淡路守：天知茂
- 伊達左京亮：寺泉哲章
- 田村右京大夫：滝田裕介
- 細川越中守：水島道太郎
- 牟岐平右衛門（田村家家中）：中村錦司
- 堀内伝右衛門（細川家家中）：田中春男
- 曽根権太夫（柳沢家家中）：浜田雄史
- 土屋主税：松方弘樹
- 四方庵宗徧：武藤英司
- 荻生徂徠：入江慎也
- 室鳩巣：北原義郎
- 細井広沢：西沢利明
- 隆光：金田龍之介
- 立花左近（九条家用人）：三船敏郎

### その他
- 堀田隼人：田村正和（特別出演）[5]
- 蜘蛛の陣十郎：長門勇
- お仙：中島ゆたか
- 中島五郎作（豪商）：稲葉義男
- 夕霧太夫：小川真由美（特別出演）
- 目玉の金助：橋本宣三
- 丸岡朴庵（犬医者）：山城新伍
- お千賀：宮下順子
- お幸（小山田の恋人）：相原友子
- 穂積（お幸の父）：浜村純
- 毛利小平太の兄：田中浩
- 八助：大東梁佶
- そば屋久兵衛：桂小金治
- 前川忠太夫：中田博久
- その他：中尾ミエ、小林稔侍、内田勝正、青木義朗、原口剛、中井啓輔、毛利菊枝、亀井光代、北島マヤ、森愛ほか

## スタッフ
- 原作：大佛次郎 「赤穂浪士」
- 脚本：新藤兼人、下飯坂菊馬、田坂啓、芦沢俊郎、岡本育子、千賀参一
- 監督：沢島正継、田中徳三、村山三男、大洲齋、松島稔
- 音楽：武満徹
- ナレーター：宇野重吉
- 製作総指揮：高岩淡
- プロデューサー：杉井進、杉本直幸、七條敬三、伊駒伊織(東映)、中岡潔治(中村プロ)、若杉芳光(テレビ朝日)
- 製作：テレビ朝日、東映、中村プロダクション

## 放映リスト
| 話数 | 放送日         | サブタイトル        | 脚本       | 監督     |
| ---- | -------------- | ------------------- | ---------- | -------- |
| 1    | 1979年4月16日  | 花の雨              | 新藤兼人   | 沢島忠   |
| 2    | 1979年4月23日  | 刃傷 松の大廊下     | 新藤兼人   | 沢島忠   |
| 3    | 1979年4月30日  | 昼行燈と猫兵部      | 新藤兼人   | 田中徳三 |
| 4    | 1979年5月7日   | 女郎蜘蛛            | 下飯坂菊馬 | 田中徳三 |
| 5    | 1979年5月14日  | 風雲乱れる赤穂城    | 下飯坂菊馬 | 村山三男 |
| 6    | 1979年5月21日  | 誇り高き武士        | 下飯坂菊馬 | 村山三男 |
| 7    | 1979年5月28日  | 暗闘                | 田坂啓     | 大洲齋   |
| 8    | 1979年6月4日   | 密書                | 田坂啓     | 大洲齋   |
| 9    | 1979年6月11日  | 決断                | 田坂啓     | 田中徳三 |
| 10   | 1979年6月18日  | 春の嵐              | 芦沢俊郎   | 田中徳三 |
| 11   | 1979年6月25日  | 内蔵助暗殺          | 芦沢俊郎   | 田中徳三 |
| 12   | 1979年7月2日   | 一発の銃声          | 岡本育子   | 沢島忠   |
| 13   | 1979年7月9日   | 城明け渡し          | 岡本育子   | 沢島忠   |
| 14   | 1979年7月16日  | またたび            | 新藤兼人   | 松島稔   |
| 15   | 1979年7月23日  | 遠眼鏡              | 新藤兼人   | 松島稔   |
| 16   | 1979年7月30日  | 夕顔の女            | 新藤兼人   | 大洲齋   |
| 17   | 1979年8月6日   | 禁じられた恋        | 新藤兼人   | 大洲齋   |
| 18   | 1979年8月13日  | 蝉しぐれ            | 下飯坂菊馬 | 大洲齋   |
| 19   | 1979年8月20日  | 悲恋の大文字        | 下飯坂菊馬 | 大洲齋   |
| 20   | 1979年8月27日  | 螢火                | 下飯坂菊馬 | 大洲齋   |
| 21   | 1979年9月3日   | 追憶の秋            | 田坂啓     | 松島稔   |
| 22   | 1979年9月10日  | 内蔵助 江戸へ       | 田坂啓     | 松島稔   |
| 23   | 1979年9月17日  | 再会                | 新藤兼人   | 大洲齋   |
| 24   | 1979年9月24日  | 情炎                | 新藤兼人   | 大洲齋   |
| 25   | 1979年10月1日  | 吉良邸を探れ!       | 新藤兼人   | 松島稔   |
| 26   | 1979年10月15日 | 山科の別れ          | 下飯坂菊馬 | 松島稔   |
| 27   | 1979年10月22日 | 母と子 悲願のかたみ | 下飯坂菊馬 | 大洲齋   |
| 28   | 1979年10月29日 | 仇討ちへの門出      | 田坂啓     | 大洲齋   |
| 29   | 1979年11月5日  | 脱落する青春        | 田坂啓     | 松島稔   |
| 30   | 1979年11月12日 | 大石 東下り         | 新藤兼人   | 松島稔   |
| 31   | 1979年11月19日 | 必死の攻防          | 新藤兼人   | 大洲齋   |
| 32   | 1979年11月26日 | 宿命の死闘          | 下飯坂菊馬 | 大洲齋   |
| 33   | 1979年12月3日  | 討入り前夜          | 岡本育子   | 沢島忠   |
| 34   | 1979年12月10日 | いざ! 討入り        | 岡本育子   | 沢島忠   |
| 35   | 1979年12月17日 | 暁の凱旋            | 下飯坂菊馬 | 大洲齋   |
| 36   | 1979年12月24日 | 元禄武士道          | 新藤兼人   | 大洲齋   |

※1979年10月8日は、「秋の特別ロードショー『黒部の太陽』」（20:02 - 22:48）を放送のため休止。

## ネット局
特記の無い限り全て放送時間は月曜 21:00 - 21:54、同時ネット。
- テレビ朝日（制作局）
- 北海道テレビ[6]
- 青森放送：土曜 12:00 - 12:55[7]
- 岩手放送：月曜 23:30 - 0:25[8]
- 山形放送：火曜 23:15 - 0:10[9]
- 東日本放送[10]
- 新潟総合テレビ：土曜 16:00 - 16:55[11]
- 信越放送：木曜 23:30 - 0:25[12]
- テレビ山梨：土曜 17:00 - 17:55（数か月遅れ）[13]
- 静岡けんみんテレビ[13]
- 石川テレビ（フジテレビ系列）：日曜 14:00 - 14:55[14]
- 福井テレビ（フジテレビ系列）：土曜 14:30 - 15:25[15]
- 名古屋テレビ[16]
- 朝日放送[17]
- 瀬戸内海放送[18]
- 広島ホームテレビ[18]
- 山口放送：日曜 15:40 - 16:35[19]
- 高知放送：月曜 22:00 -22:54[19]
- 九州朝日放送[20]
- 長崎放送：水曜 23:35 - 0:30[20]
- テレビ熊本：月曜 16:00 - 16:55[20]
- テレビ大分[19]
- 鹿児島テレビ：日曜 16:30 - 17:25[21]